# M16 (fusil)
Pour les articles homonymes, voir M16.
Le M16 est le fusil d'assaut standard de l'armée américaine. Actuellement l'U.S. Army utilise la version A4.

## Historique

### Débuts

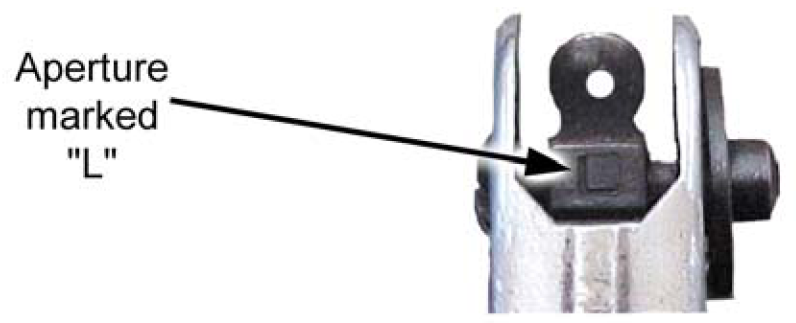
Mire métallique du M16 et de ses dérivés.

Le M16 est la désignation militaire de l'AR-15, une carabine conçue par Armalite en 1958 reprenant entièrement le mécanisme de l'AR-10 dans un calibre intermédiaire de .223 Remington. 
Pour des raisons financières, Armalite revendit les brevets de l'arme à la firme Colt qui reçut une commande de 8 000 armes à livrer aux forces du Strategic Air Command en 1960. Les services de recherche de l'armée américaine en achetèrent 1 000 de plus en 1962 et les distribuèrent à des fins de test aux forces sud vietnamiennes. L'expérience se solda par quelques rapports enthousiastes qui débouchèrent en 1963 sur la commande de 85 000 unités pour équiper l'armée de terre sous la désignation « XM16E1 » et de 19 000 armes supplémentaires pour l'armée de l'air sous la désignation « M16 ». Le M16 fut officiellement adopté par l'US Air Force en 1964 et l'United States Army en 1967. En 1966, Colt reçut une commande de 850 000 unités.
L'innovation d'Armalite est l'utilisation d'une munition de petit calibre sur une idée des services de recherche de l'armée américaine. Armalite développa une munition puissante de calibre .22, soit 5,6 mm environ. Dérivée des cartouches de chasse .222 Remington et .222 Remington Magnum, elle fut nommée .222 Remington Special puis .223 Remington ou 5,56 × 45 mm en désignation métrique. L'armée américaine adopta finalement cette munition, constituée de plomb chemisé, sous le nom de « M193 ».
Jusqu'alors, la munition utilisée pour ses fusils était la 7,62 OTAN, une munition puissante, à la fois encombrante et produisant un recul trop important pour permettre un tir automatique confortable depuis une arme d'épaule. Le bloc soviétique était alors équipé de l'AK-47, arme d'une plus grande puissance et qui correspondait mieux aux exigences réelles du combat. La nouvelle munition développée pour le M16 permettait aux soldats d'emporter plus de cartouches en opérations et de bénéficier d'une arme polyvalente présentant une portée, une précision et une puissance aussi adéquates que celles de l'AK-47. Cette munition devint rapidement le standard de l'OTAN sous la désignation « 5,56 mm OTAN » à partir de 1980.

### Évolution
Si la munition a constitué un indéniable succès, les premières versions du M16 et du M16A1 présentaient de nombreux défauts, sa relative complexité constituant sans doute son principal handicap. Les premiers exemplaires envoyés au Viêt Nam possédaient un cache-flammes qui dispersait une partie des gaz directement vers le sol, ce qui pouvait soulever un nuage de poussière en tir couché. Celui-ci incommodait le tireur et le rendait plus facilement repérable par l'ennemi.

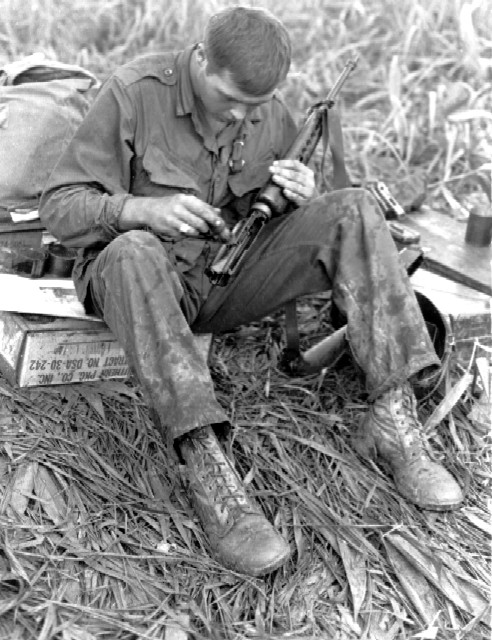
Un soldat américain de la aéroportée lors de la guerre du Vietnam en 1966 nettoyant son XM16E1.

Un autre problème rencontré sur le terrain était lié à la poudre utilisée dans les cartouches. Lors de la mise au point du fusil, les cartouches utilisées comprenaient une poudre de haute qualité laissant très peu de résidus. Les besoins importants en temps de guerre amenèrent les fabricants à employer une poudre de moindre qualité, laissant un résidu qui lubrifiait l'arme quand elle était chaude ; celle-ci avait alors tendance à s'emballer et à chauffer jusqu'à rupture d'une pièce. Lors du refroidissement, le résidu durcissait, bloquant complètement le mécanisme. Cette poudre présentait également une courbe de pression plus aiguë que celle de la version initiale, ce qui diminuait la précision et mettait le mécanisme à rude épreuve. Le phénomène fut d'autant plus sensible que Colt présentait le M16 comme une arme ne nécessitant que peu d'entretien et la livrait sans kit de nettoyage.
Un autre défaut est le fait que les chargeurs en aluminium étaient à l'origine prévus pour n'être utilisés qu'une fois et être ensuite jetés. Ces chargeurs, légers mais fragiles, finissaient par se déformer au bout de quelques utilisations causant des enrayages. Ensuite ils furent construits en tole et de nos jours en composite.
Entre 1967 et 1970, le M16A1 fut doté d'un canon et d'une culasse chromés pour faciliter l'entretien. Des kits de nettoyage furent distribués, l'arme fut même modifiée afin de permettre de ranger le kit dans sa crosse. Le M16 fut également doté de chargeurs de 30 coups, comme l'AK-47.

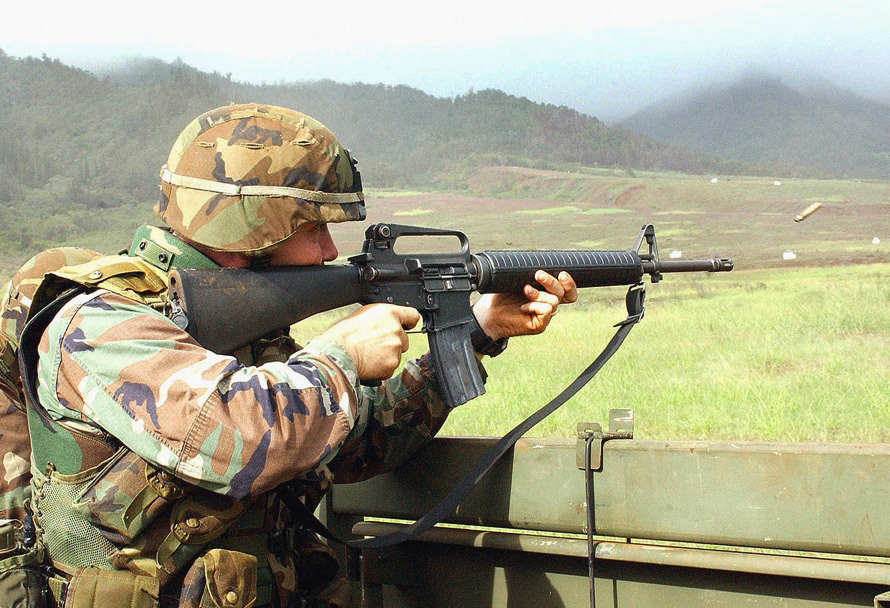
M16A2 manipulé par un G.I. de la d'infanterie lors d'un entraînement à balles réelles à Hawaii.

À la fin des années 1970, FN Herstal proposa, pour la mitrailleuse légère FN Minimi, une version améliorée de la munition 5,56 OTAN, nommée SS109 (adoptée sous le nom de M855 dans l'armée américaine), qui est aujourd'hui le standard de l'OTAN. En 1981, Colt présenta un fusil adapté au SS109 et doté d'un canon plus lourd que la première version du M16. La M16A1 était effectivement un fusil d'assaut très léger, comparativement aux autres modèles existants. Avec ses 3,6 kg chargé, il était de 300 grammes plus léger que l'AKM adverse, de 400 grammes plus léger que le Steyr AUG de l'armée autrichienne, et 700 grammes plus léger que le FAMAS français. Le M16A2, qui affiche une masse de 4,47 kg chargé, soit un embonpoint de plus de 800 grammes, montre que cette nouvelle version correspond à un changement doctrinal plus profond que la seule adaptation à un nouveau calibre, favorisant la précision et la portée pratique à la légèreté de l'arme.
L'arme fut adoptée par les Marines en 1983 sous la désignation de « M16A2 », dont le chargeur est devenu le standard STANAG de l'OTAN. L'armée de terre américaine l'adopta à son tour en 1985. FN Herstal obtint le contrat de production des M16 en 1988.
L'US Navy n'étant pas intéressée par le système de rafale de trois coups du M16A2, elle commanda une production particulière, conservant le système de rafale libre du M16A1. Ce modèle fut désigné M16A3 et produit exclusivement par l'usine US de la FNMI. Ces fusils connurent une mise à niveau au début des années 2000 en étant mises au standard du M16A4.
En 1997, le standard M16A4 fut adopté. Il est identique au M16A2, à l'exception des organes de visée, dont le profil est réduit et qui sont fixés sur un rail standard permettant de le remplacer par diverses lunettes de visée, comme un viseur ACOG. Le M16A4 perd aussi le garde-main rond du M16A2 au profit d'un garde-main à quatre rails Picatinny, fabriqué par Knight Armament Company, afin de permettre l'installation des accessoires populaires de l'infanterie US.
Le M16A2 est désormais une arme corrigée de ses défauts de jeunesse. Elle reste d'une conception classique et a connu de nombreuses adaptations. Des versions légères et compactes, à canon court et crosse télescopique, dénommées M4 sont notamment employées par les forces spéciales. Il existe également plusieurs versions de précision, munies d'une lunette pour le tir de précision à moyenne portée, les DMR MK12 Mod 0/1/H, et une version dotée d'un lance-grenade M203 ou M230 (fusil standard équipé du lance-grenades).
Plus de huit millions d'exemplaires des diverses versions du M16 ont été produits à ce jour.

## Galerie

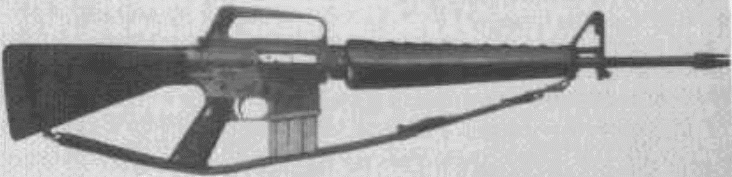
M16.
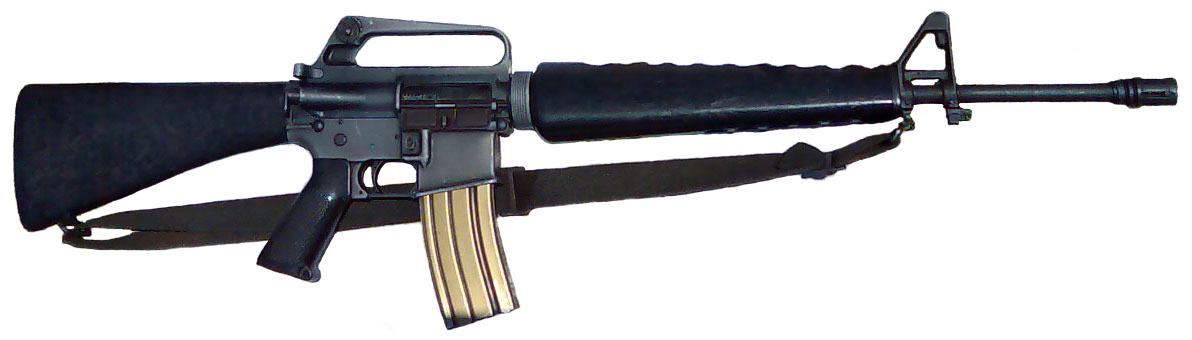
M16A1.
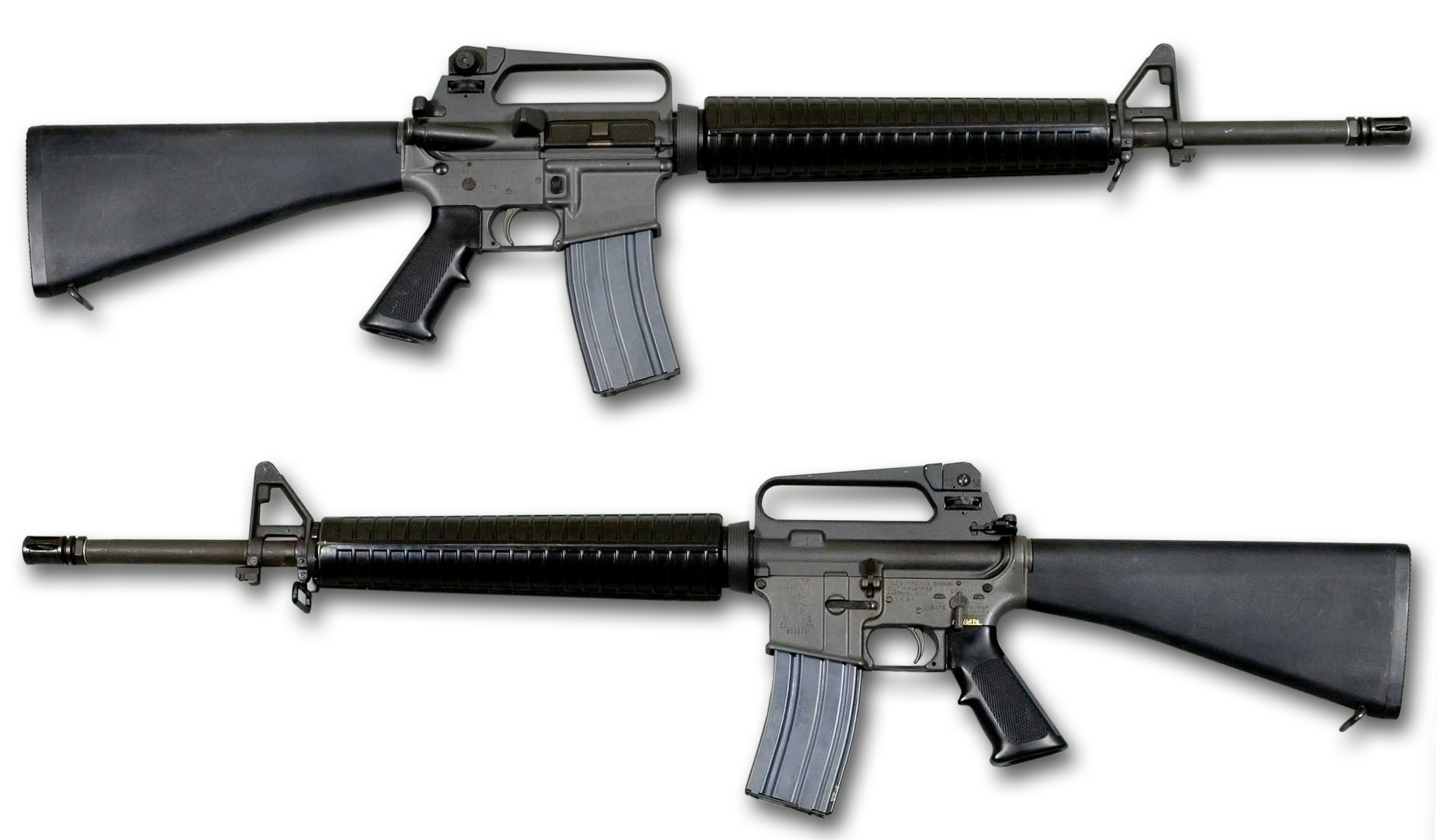
M16A2.
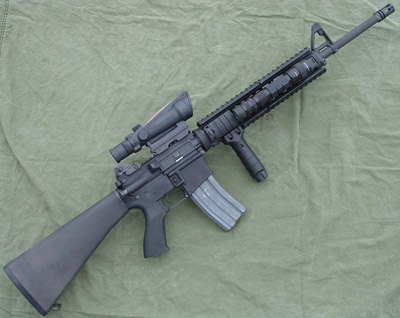
M16A4.
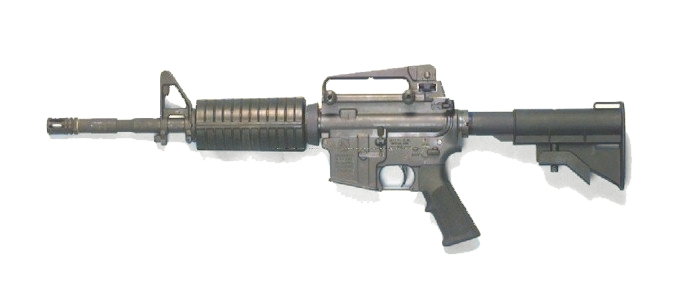
M4.
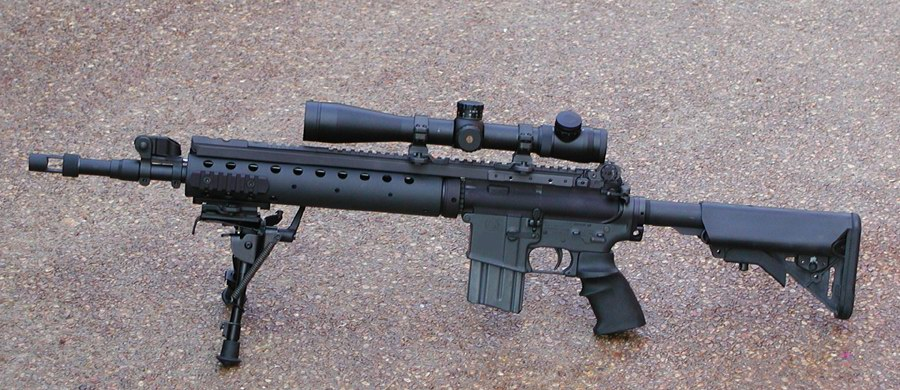
Mk.12 Special Purpose Rifle.
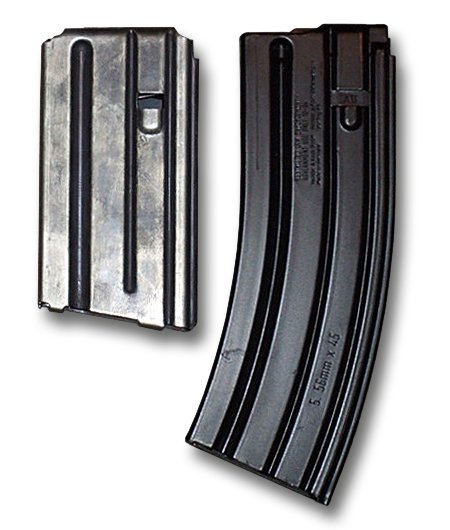
Chargeur en aluminium d'une capacité de 20 cartouches (à gauche) et modèle OTAN STANAG actuel à 30 cartouches (droite).

## Pays utilisateurs (M16A1/A2)

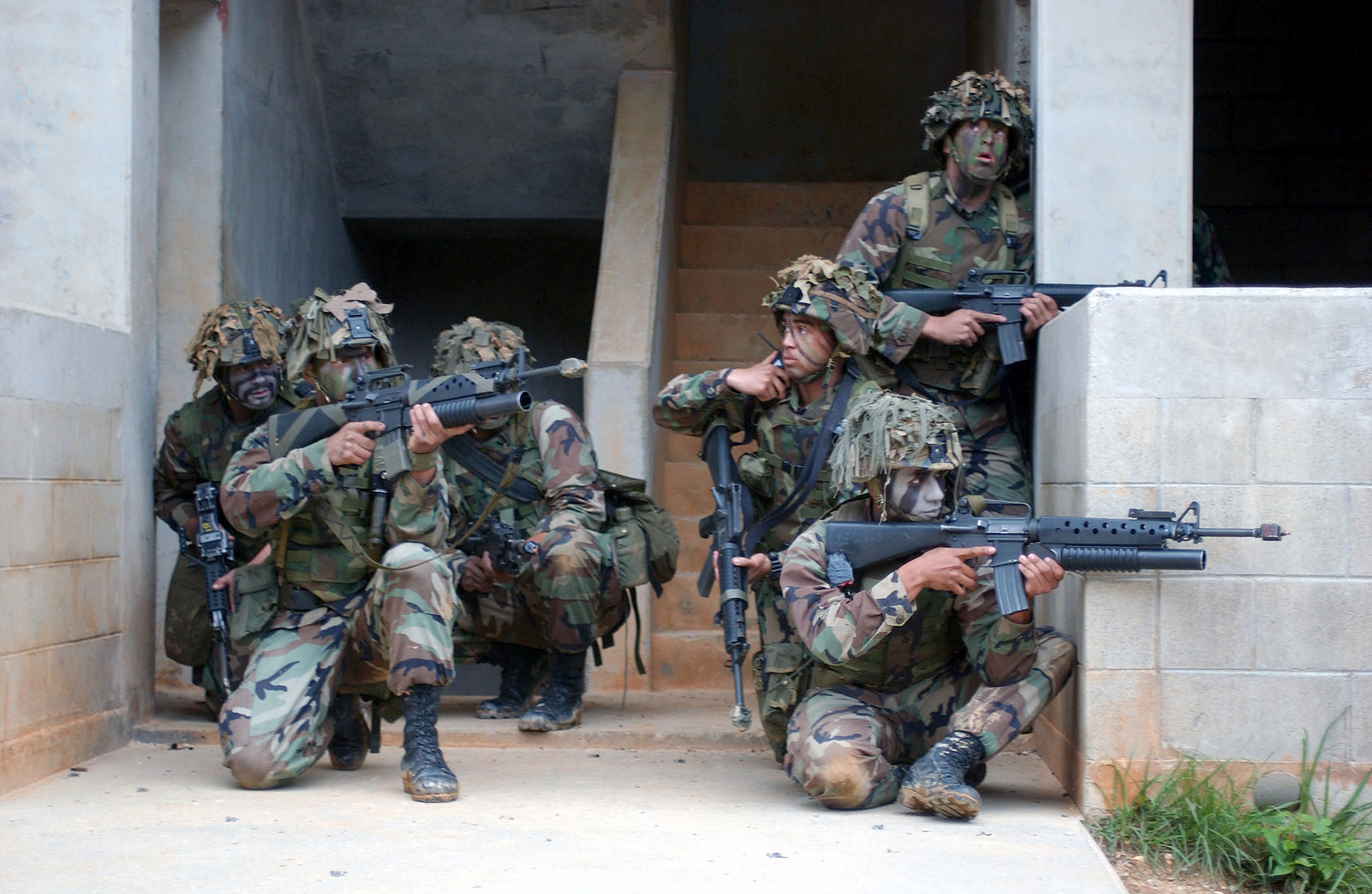
Un groupe de soldats américains du Corps des Marines équipés de M16A2 avec des bouchons de tir à blanc lors d'un entraînement au combat en milieu urbain. Certains d'entre eux sont équipés d'un lance-grenades M203.

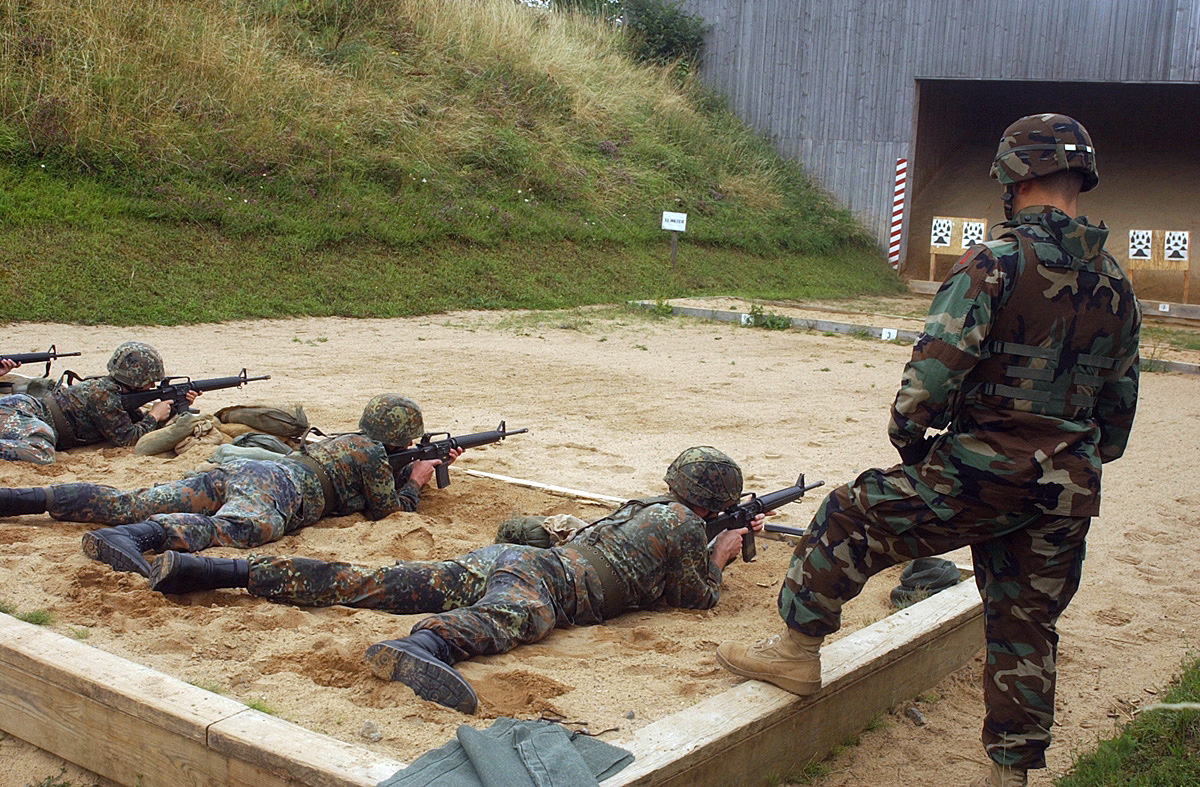
Soldats de la Bundeswehr utilisant le M16 lors d'un échange avec les forces américaines.

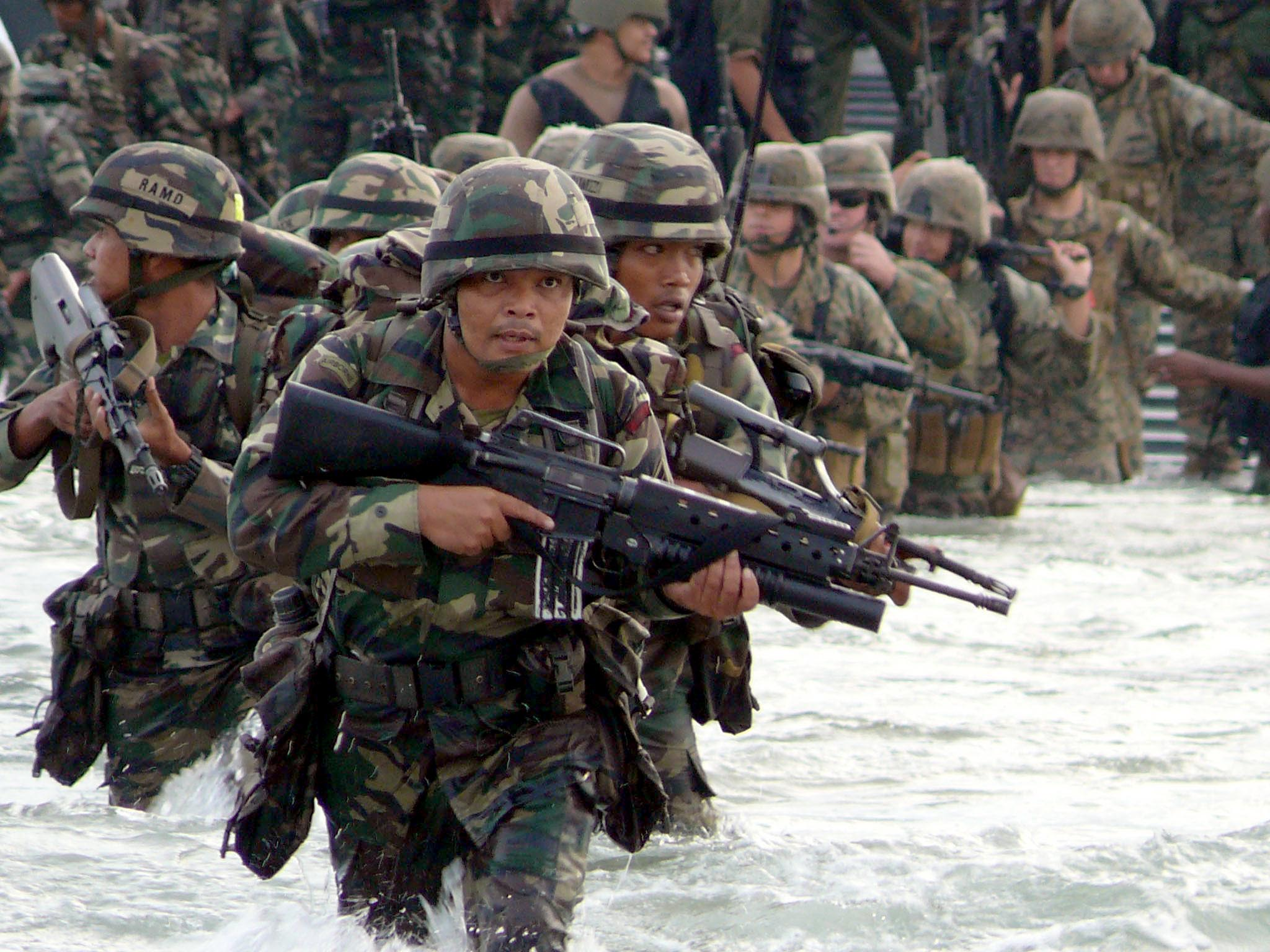
Soldat malaisien armé d'un M16A1 équipé d'un lance-grenade M203 de 40 mm. (2008)

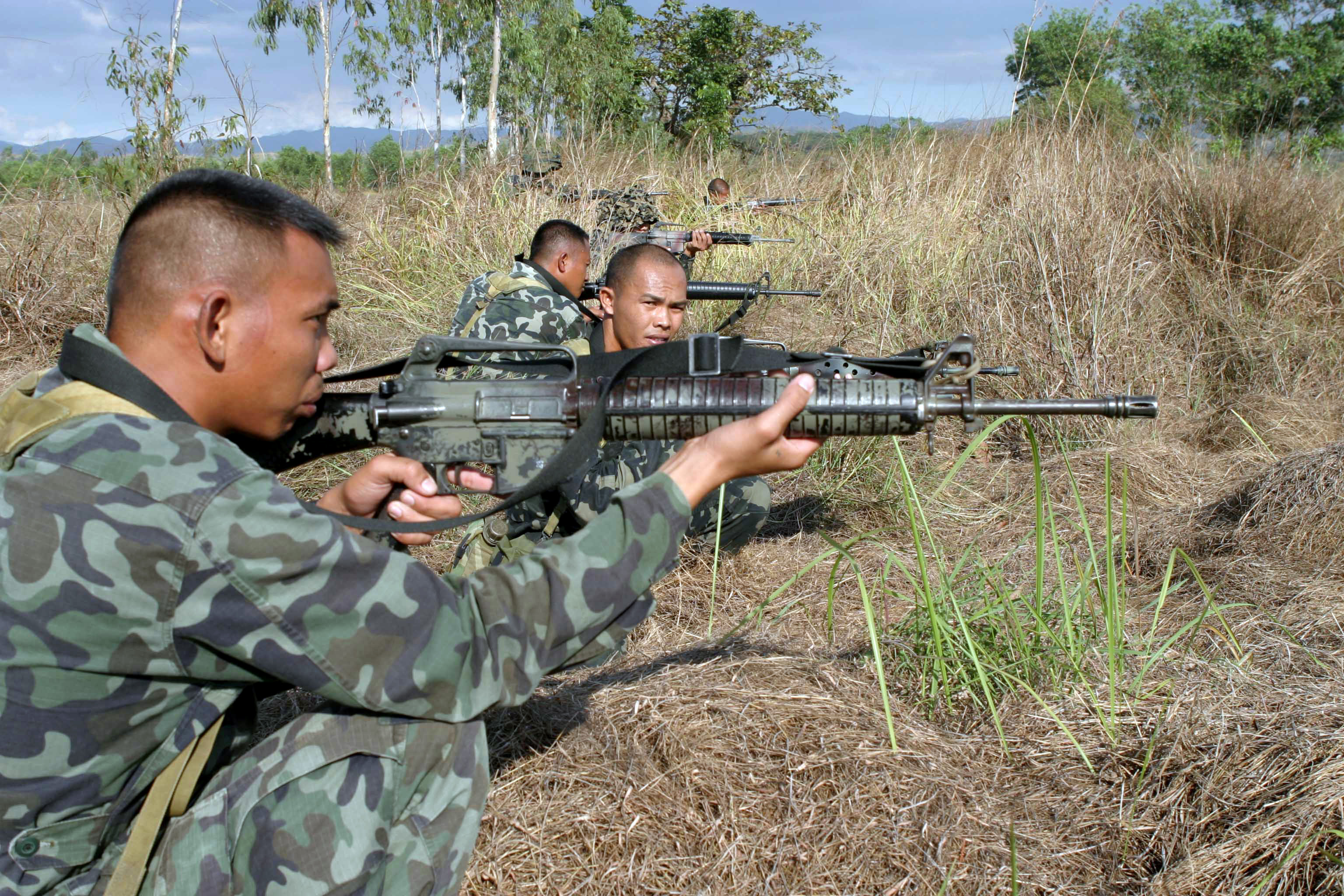
Marines philippins utilisant des M16A1 avec un garde-main de M16A2 lors d'un exercice militaire (2004).

Cette liste contient les principaux pays utilisateurs du M16 (sauf ceux équipés du Diemaco C7) :
- Afghanistan (ANA)
- Algérie (M16A4,104e régiment de manœuvres opérationnelles)
- Arabie saoudite
- Argentine
- Bahamas
- Bangladesh
- Bahreïn
- Barbade
- Belize
- Bolivie
- Brésil (M16A2, Infanterie de marine brésilienne)
- Botswana
- Bosnie-Herzégovine
- Bahreïn
- Cambodge
- Cameroun
- Chili
- Corée du Sud
- Colombie
- Costa Rica
- Danemark
- République dominicaine
- Égypte
- Émirats arabes unis
- Estonie
- États-Unis (GI, SMP)
- Fidji
- Géorgie
- Ghana
- Grèce
- Grenade
- Haïti
- Honduras
- Hongrie
- Inde (M16A2, pour les Forces spéciales)
- Indonésie
- Israël (recrues de Tsahal sauf brigades spécialisées)
- Iran (M16A3) fabriqué localement (Police NAJA, Armée de Terre)
- Italie (Forces spéciales)
- Japon
- Jordanie
- Jamaïque
- Koweït
- Laos
- Lettonie
- Liban (M16A1, M16A2, M16A4, M4A1)
- Lesotho
- Liberia
- Liechtenstein
- Lituanie (M16A1)
- Maldives
- Malaisie
- Mexique
- Maroc (Forces spéciales de la police et de la gendarmerie royale marocaine, Forces armées royales)
- Monaco (Compagnie des Carabiniers du Prince)
- Népal
- Nouvelle-Zélande
- Nigeria
- Oman
- Pakistan
- Panama
- Philippines, construit localement comme M16P
- Qatar
- Rhodésie du Sud
- Royaume-Uni (Forces spéciales, Gurkha, unités d'appuis tel la Royal Artillery[2] )
- Salvador
- Singapour, construit localement comme M16S1
- Sénégal (M16A2)
- Sri Lanka
- Taïwan
- Thaïlande
- Timor oriental
- Tunisie (Brigade antiterrorisme de Tunisie)
- Turquie (Forces spéciales, police)
- Uruguay
- Vietnam M16A1 pris dans les stocks de l'ex-ARVN
- Venezuela
- Yémen
- Zaïre